# Covas e Vila Nova de Oliveirinha
Covas e Vila Nova de Oliveirinha (oficialmente: União das Freguesias de Covas e Vila Nova de Oliveirinha) é uma freguesia portuguesa do município de Tábua, com 21,87 km² de área e 1232 habitantes (censo de 2021). A sua densidade populacional é 56,3 hab./km².

## História
Foi criada aquando da reorganização administrativa de 2012/2013, resultando da agregação das antigas freguesias de Covas e Vila Nova de Oliveirinha.

## Demografia
A população registada nos censos foi:
| Distribuição da População por Grupos Etários | Distribuição da População por Grupos Etários | Distribuição da População por Grupos Etários | Distribuição da População por Grupos Etários | Distribuição da População por Grupos Etários | Distribuição da População por Grupos Etários |
| -------------------------------------------- | -------------------------------------------- | -------------------------------------------- | -------------------------------------------- | -------------------------------------------- | -------------------------------------------- |
| Antes da agregação                           |                                              |                                              |                                              |                                              |                                              |
| Ano                                          | 0-14 anos                                    | 15-24 anos                                   | 25-64 anos                                   | >= 65 anos                                   | Total                                        |
| 2001                                         | 240                                          | 208                                          | 748                                          | 338                                          | 1534                                         |
| 2011                                         | 168                                          | 151                                          | 711                                          | 348                                          | 1378                                         |
| Após a agregação                             |                                              |                                              |                                              |                                              |                                              |
| Ano                                          | 0-14 anos                                    | 15-24 anos                                   | 25-64 anos                                   | >= 65 anos                                   | Total                                        |
| 2021                                         | 113                                          | 117                                          | 608                                          | 394                                          | 1232                                         |